# Aladar Skita

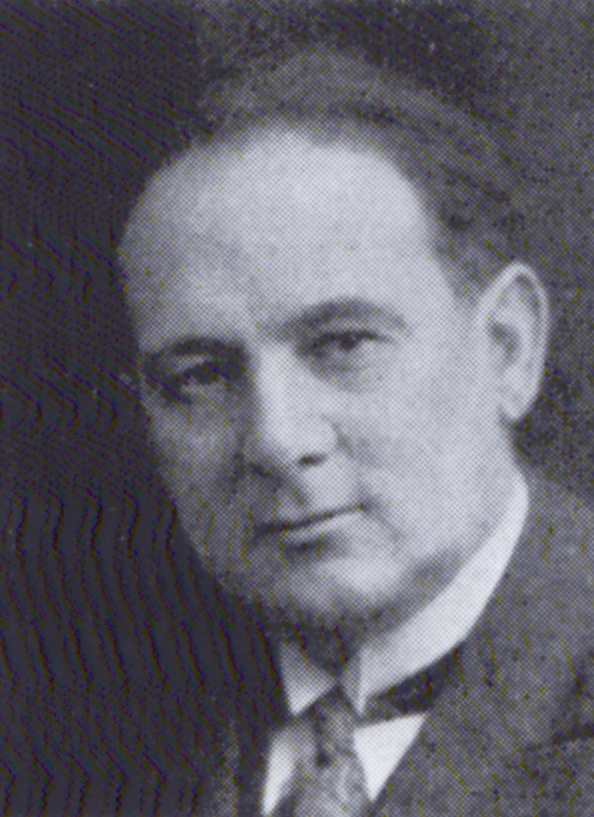
Aladar Skita, um 1931

Aladar Skita (* 18. Februar 1876 in Wien; † 26. November 1953 in Baden-Baden) war ein österreichisch-deutscher Chemiker, vermutlich ungarischer Abstammung.

## Leben
Skita studierte Chemie in Wien und Heidelberg und wurde 1900 an der Universität Heidelberg promoviert, sein Doktorvater war Ludwig Gattermann. Anschließend wechselte er für einige Jahre in die chemische Industrie zu den Farbwerken Hoechst. 1905 ging er als Assistent an die Technische Hochschule Karlsruhe, wo er sich ein Jahr später habilitierte und 1911 eine a. o. Professur für chemische Technologie übernahm. Über Stationen in Freiburg im Breisgau ab 1914 und Kiel ab 1921 kam er schließlich 1924 an die Technische Hochschule Hannover, wo er bis 1947 den Lehrstuhl für Organische Chemie innehatte. Im November 1933 unterzeichnete er das Bekenntnis der deutschen Professoren zu Adolf Hitler. Im Jahr 1926 wurde er zum Mitglied der Leopoldina gewählt.

## Werk
Er entwickelte eine Hydriermethode mit Palladium als Katalysator und synthetisierte damit Opiumalkaloide wie Dihydrocodein. 1912 erfand er einen Druck-Apparat zur katalytischen Hydrierung. Heute ist er vor allem durch die nach ihm und Karl Friedrich von Auwers benannte Auwers-Skita-Regel bekannt, nach der bei alicyclischen cis-trans-Isomeren die cis-Isomere höhere Dichten, Brechungsindices und Siedepunkte haben. Die Regel ist nur eingeschränkt gültig. Außerdem ist er für die Skita-Regel (1920) bekannt, nach der bei katalytischer Hydrierung ungesättigter Verbindungen im sauren Medium cis- und in alkalischem Medium trans-Isomere gebildet werden. Allerdings gibt es viele Ausnahmen zu dieser Regel, so dass sie nur eingeschränkt brauchbar ist. Er forschte auf dem Gebiet der Terpene und der Stereochemie. 1929 gelang ihm die Synthese von Ephedrin.

## Schriften
- Katalytische Reaktionen organischer Verbindungen, 1912